# Karl Steinhuber
Karl Steinhuber (?, 1 de maio de 1906 — ?, novembro de 2002) foi um canoísta  austríaco especialista em provas de velocidade.

## Carreira
Foi vencedor da medalha de prata em K-2 10000 m em Berlim 1936, junto com o colega de equipa Viktor Kalisch.